# Tân Hạnh (phường)
Tân Hạnh là một phường thuộc thành phố Biên Hòa, tỉnh Đồng Nai, Việt Nam.

## Địa lý
Phường Tân Hạnh nằm ở phía tây thành phố Biên Hòa, có vị trí địa lý:
- Phía đông giáp các phường Hóa An và Bửu Long
- Phía tây và phía bắc giáp tỉnh Bình Dương
- Phía nam giáp tỉnh Bình Dương và phường Hóa An.

Phường có diện tích 6,09 km², dân số năm 2025 là 11.189 người, mật độ dân số đạt 1.837 người/km².

## Hành chính
Phường Tân Hạnh được chia thành 4 khu phố: 1, 2, 3, 4.

## Lịch sử
Dưới thời Pháp thuộc, Tân Hạnh là một làng thuộc tổng Chánh Mỹ Thượng, quận Châu Thành, tỉnh Biên Hòa.
Sau năm 1956, các làng được gọi là xã. Năm 1957, chính quyền Việt Nam Cộng hòa sáp nhập tổng Chánh Mỹ Thượng vào quận Dĩ An mới thành lập, xã Tân Hạnh thuộc quận Dĩ An.
Năm 1976, xã Tân Hạnh thuộc thành phố Biên Hòa, tỉnh Đồng Nai.
Ngày 10 tháng 5 năm 2019, Ủy ban Thường vụ Quốc hội ban hành Nghị quyết số 694/NQ-UBTVQH14 (nghị quyết có hiệu lực từ ngày 1 tháng 7 năm 2019). Theo đó, thành lập phường Tân Hạnh trên cơ sở toàn bộ 6,06 km² diện tích tự nhiên và 9.407 người của xã Tân Hạnh.